# Fotokulomet

Sestřel MiG-15 v korejské válce zaznamenaný fotokulometem letounu F-86 Sabre

Fotokulomet je záznamové zařízení, které pořizuje snímky nebo videozáznam při ostré nebo cvičné střelbě, zejména v letectví. Fotokulomet bývá namířen tak, aby zabíral prostor, kam jsou namířeny palubní zbraně. Záznam pořízený pomocí něj tak může potvrdit zásah cíle či sestřel jiných letadel. Záznam z fotokulometu tak může posloužit jako důkaz o provedení akce. Záznam fotokulometu je spouštěn aktivací palubních zbraní.
První fotokulomety se začaly objevovat v období první světové války.